# Pelargopsis capensis
El alción picocigüeña (Pelargopsis capensis) es una especie de ave coraciforme de la familia Halcyonidae que vive en el sur de Asia.

## Distribución
El alción picocigüeña mide entre 35 y 38 cm de largo. Los adultos suelen tener la espalda verde, las alas y la cola azules y la cabeza gris oscuro. Sus partes inferiores y el cuello son amarillentos o anteados. Su largo pico y las patas son de color rojo intenso. Ambos sexos tienen un aspecto similar. Las 15 subespecies existentes se diferencian principalmente en pequeños detalles del plumajeraces, pero P. c. gigantea del archipiélago de Joló tiene la cabeza cuello y parts superiores blancas. 

## Distribución y hábitat
Se extienden por todo el sur del Asia y el sudeste asiático, desde la India hasta Filipinas. Vive en gran variedad de hábitats forestales cerca de lagos, ríos y costas

## Comportamiento
Son aves sedentarias en todo su área de distribución. Se mantiene inmóvil en su posadero a la espera de atrapar a sus presas. Es una especie territorial que perseguirá a las águilas y otros depredadores. Esta especie se alimenta de peces, ranas, cangrejos, roedores y pollos. 
El alción picocigüeña cava sus nidos en taludes de río, termiteros y árboles podridos. Sus puestas contienen de dos a cinco huevos blancos.